# 為替操作国
為替操作国（かわせそうさこく）とは、アメリカ財務省が提出する為替政策報告書に基づき、アメリカ議会が為替相場を不当操作していると認定した対象国。

## 概要
アメリカ財務省は、1988年から毎年2回議会に対して為替政策報告書を提出している。それに基づき、対米通商を有利にすることを目的に為替介入し、為替相場を不当に操作している国に対してと議会が為替操作国と認定する。為替操作国に認定された国は、アメリカとの間で二国間協議が行われ通貨の切り上げを要求される。またアメリカは必要に応じて関税による制裁を行う。また為替レートの影響が大きい財界から財務省に対して認定を要求することがある。
1980年代から1990年代にかけては、台湾・韓国が為替操作国に認定されたことがあるが、中国を為替操作国に認定した1994年7月以降、為替操作国に認定された国は2000年代に入ってもなかった。
2016年4月29日にはアメリカ財務省は為替介入を牽制するために中国・台湾・韓国・日本・ドイツの5カ国を監視対象とする為替監視リストを発表し、同年10月にスイス、2018年4月にはインドを新たにリストに加えた。2019年5月にはアイルランド、イタリア、ベトナム、シンガポール、マレーシアを追加してスイスとインドを除外した。2019年8月6日、アメリカとの貿易摩擦のなかで中国は1994年7月以来初となる為替操作国に認定されたものの、2020年1月13日にアメリカと第1段階の貿易合意に至ったことを受けて為替操作国の指定を解除した（引き続き監視対象には残留）。同年12月16日にはベトナムとスイスを為替操作国に認定し、タイと台湾とインドを為替監視リストに追加した。2023年6月16日には日本がリストより外れたが、翌年2024年6月20日に再指定された。

## 事例

### 人民元
1994年7月の中国に対する為替操作国認定を最後に2000年代になっても中国はおろかどの国も認定されてこなかった。しかし、対中貿易赤字拡大を受け、固定的な人民元の対ドルレートを対象に、アメリカでは中国に対する為替操作国再認定も積極的に議論されてきた。ノーベル経済学賞のポール・クルーグマンは人民元の為替レートが人為的に低水準に保持されていることに言及し、「ドルが下落するにもかかわらず、一貫して人民元の対ドルレートを固定させる政策は、世界経済に大きな害を与えている」「中国が実質上のドルペッグ制を実行しているため、ドル安と連動して中国製品が格安となり、世界経済の縮小により、世界に存在する限られた需要に対して、中国製品が供給されることとなり、他国の経済成長に大きな打撃を与えている。中国人民元政策により最も被害を受けるのは貧しい国の労働者だろう」と指摘している。2009年、アメリカ財務省が、上半期の為替政策報告において、中国は為替操作をしていないと認定したことについてクルーグマンは失望している。
中国との対立を避ける意図や、国債・株式市場への影響などを考慮して、選挙中に中国は「為替操作のグランドチャンピオン」であるとして就任初日の即時為替操作国指定を掲げていたアメリカのドナルド・トランプ大統領も就任早々人民元は操作されてないと主張を撤回するなど為替操作国への再認定は度々見送られてきた。
しかし、2018年に起きた米中貿易戦争でトランプ大統領は中国がアメリカの関税を金融緩和で相殺していると批判し始め、2019年5月にアメリカ合衆国商務省は通貨安誘導や為替介入を行った貿易相手国に対して相殺関税を課す方針を発表した。中国は日米貿易摩擦で日本とアメリカが結んだプラザ合意の再来への警戒を国営メディアの新華社が呼びかけるなど切り上げに慎重であり、2019年8月5日に人民元が2008年以来11年ぶりに対ドルで7元台まで下落したことを受け、トランプ政権は25年ぶりとなる為替操作国指定を中国に行った。
5カ月後の2020年1月13日、米中両政府が15日に署名した米中経済貿易協定に通貨の競争的な切り下げを回避するとしたG20のコミットメントを確認する文言が盛り込まれ、これを受けて米財務省は中国が為替操作国であるという認定を解除した。

### ウォン
アメリカでは一部議員から「韓国は為替操作国」との声も出ている。アメリカ財務省は韓国の外国為替当局に対して市場介入を自制することを繰り返し促している。
2018年3月27日にアメリカのトランプ政権は米韓自由貿易協定の見直しの中で通貨安誘導を禁じる為替条項の初導入で合意したと発表した。ただし、韓国政府は為替条項が米韓FTAの付帯協定ではないとしている。

### 円
アメリカのトランプ大統領は日本が中国とともに為替操作を行っていると主張しており、一部議員からも同様の声も出ている。
2019年4月、トランプ政権のスティーブン・ムニューシン財務長官は為替条項を協定本文に記した米国・メキシコ・カナダ協定（USMCA）と同様に為替条項を日本との貿易協定交渉で要求することを述べた。同年4月25日、日米首脳会談、日米貿易交渉に関する閣僚会合と並行して麻生太郎財務大臣とムニューシン財務長官との会談も行われ、為替条項についても話し合われたが、日本側は「貿易政策と為替政策をリンクする議論には賛同しかねる」として反対する姿勢を示した。